# Tarim (Yémen)
Tarim (en arabe : تريم Tarim) est une ville historique située dans la vallée de l'Hadramaout, région du sud est du Yémen, à 363 km de Al Mukalla, et à 35 de Say'un. 
Tarim est reconnu comme le centre théologique, juridique et universitaire de la vallée de l'Hadramaout, un lieu important de l'enseignement islamique, hébergeant une forte concentration de descendants de Mahomet, ainsi que l'institut Dar al-Mustafa (en).

## Climat
L'Hadramaout est généralement chaud et sec. La température moyenne annuelle est d'environ 26,7 °C. L'été, la température peut dépasser 37,8 °C. L'hiver, la température moyenne descend parfois en dessous de 20 °C. 
La pluviométrie moyenne est d'environ 73 millimètres par an. Quelquefois cependant, de fortes précipitations entraînent des inondations importantes.

## Histoire préislamique
Le Wadi Hadramaout et ses affluents ont été habités depuis l'âge de pierre. De petits monticules de copeaux de silex, débris provenant de la fabrication d'outils en pierre et des armes, se trouvent assez facilement à proximité des parois du canyon. Plus au nord et l'est, on trouve des lignes de trilithes thamudiques, avec quelques restes d'inscriptions.
Au nord, en marge du Rub al-Khali, après Mahra, une piste ancienne mènerait à la cité perdue d'Ubar.
L'importance économique de l'Hadramaout vient de sa participation au commerce de l'encens, par voie terrestre, entre Dhofar, le Hedjaz et l'est de la Méditerranée, en passant par Mahra et Shabwa, avec les droits de passage et de protection. Shabwa a été la capitale de l'Hadramaout durant la plus grande partie de la période himyarite. Le royaume de Saba avait sa capitale à Marib. La reine de Saba (Bilqis) était aussi reine de Tamim (à l'est de Tarim). La civilisation himyarite a été florissante, entre -800 et 400, lorsque le commerce de l'encens a été détourné vers la voie maritime nouvellement ouverte via Aden et la mer Rouge.
Par la suite, les Éthiopiens ont envahi le Yémen au VIe siècle et les Yéménites ont fait appel aux Perses sassanides pour s'en libérer. La seule preuve de la présence perse en Hadramaout est à Husn al Urr, un fort entre Tarim et Qabr Hud.

## Période islamique ancienne
En 625, Badhan, le gouverneur perse de Sanaa, accepte l'Islam et le reste du pays suit rapidement. 
Des historiens arabes s'accordent sur le fait que Tarim a été créé au IVe siècle de l'Hégire. 
Les citoyens de Tarim se sont convertis à l'islam dans les premiers jours de l'Islam, lorsque la délégation de l'Hadramaout a rencontré le prophète Mahomet, à Médine, la dixième année de l'Hégire (631). Tarim est souvent désigné comme la ville d'Al-Siddiqi, en l'honneur d'Abou-Bakr as-Siddiq, le premier calife de l'islam sunnite. Abou Bakr aurait prié pour qu'Allah augmente l'eau et les étudiants de Tarim, à condition que ses citoyens l'assistent pendant les guerres de la Ridda, après la mort du Prophète (632-633). La bataille de la forteresse d'Al-Nujir a fait de nombreux blessés parmi les compagnons du Prophète (Sahaba), qui ont été amenés pour traitement médical à Tarim. Certains Sahabis ont été martyrisés et enterrés dans le cimetière Zambal à Tarim.
Dans le cadre de la grande expansion arabe, les Hadhramis ont formé une grande partie des armées arabes, qui ont conquis l'Afrique du Nord et la péninsule ibérique. Au milieu du VIIIe siècle, un prédicateur de Bassora, Abdullah bin Yahya, parvient en Hadramaout et y établit le rite ibadite. 
Au Xe siècle, des conflits ont éclaté entre les Hashid et les Bakil, les deux tribus dominantes dans les hautes terres du nord. Le Cheikh al-Hadi Yahya bin al-Hussein ben al-Qasim ar-Rassi, un sayyid, est appelé de Médine pour régler cette affaire à Saada en 893-897. Il a fondé l'imamat zaïdite, qui a régné jusqu'à la déposition de l'Imam Al-Badr en 1962. En 951, Seyyid Ahmed Bin Isa Al Mohajir est arrivé d'Irak avec un grand nombre d'adeptes, et a établi le madhhab Shafi'i de l'islam sunnite, qui reste dominant dans la région. Une université, ou rabat, a été créée à Zabid, dans la Tihama, et, plus tard, à Tarim. Celle-ci fonctionne toujours.
En 1488, les Kathiris, dirigés par Badr Abu Towairaq, venus du haut Yémen, ont envahi l'Hadramaout et établi leur dola d'abord à Tarim, puis à Seiyun. Les Kathiris employaient des mercenaires, principalement des Yafa'is des montagnes du nord-est d'Aden. Une centaine d'années plus tard, l'élan kathiri est perdu. Les Yafa'is prennent le pouvoir dans l'ouest de l'Hadramaout et créent leur propre dola, à Al Qatn.

## Les Britanniques et la dynastie Qu'aiti: 1882-1967
En 1809, un désastre, principalement économique, frappe l'Hadramaout, à la suite d'une invasion wahhabite et d'une occupation de courte durée. Des livres et des documents de grande valeur, de la Robat de Tarim ont été détruits par le feu ou par immersion dans des puits. L'émigration se développe, d'abord vers Hyderabad (Inde), où le Nizam emploie une armée considérable. Un soldat yéménite nommé Omar bin al Awadh Qu'aiti atteint le grade de djémadar et amasse une fortune. L'influence d'Omar lui permet de créer la dynastie Qu'aiti à la fin du XIXe siècle. Il obtient toutes les terres de valeur, à l'exclusion des environs de Saiyun et de Tarim, signe un traité avec les Britanniques en 1888, et crée un sultanat unifié en 1902, qui devient une partie du protectorat d'Aden.
 La paix d'Ingram . Malgré l'établissement d'une administration régionale de qualité, dans les années 1930, le Sultan Qu'aiti bin Saleh Ghalib, au pouvoir de 1936 à 1956, doit faire face à une forte pression pour moderniser l'ensemble, nécessitant des ressources, dont il ne dispose pas. Ces demandes sont surtout dues aux émigrants yéménites de retour, comme les Sayyids al-Kaf de Tarim. 
La famille Al-Kaf a fait fortune à Singapour, et souhaite consacrer une partie de ses richesses pour améliorer les conditions de vie locales. Sous la direction de Sayyid Abu Bakr al-Kaf bin Sheikh, elle fait construire une route carrossable de Tarim à Ash Shihr, dans l'intention de l'utiliser pour importer des marchandises en Hadramaout, mais se heurte à l'opposition des tribus qui possèdent des dromadaires, et le monopole du transport entre la côte et l'intérieur.
En février 1937, une paix inattendue intervient entre les sultanats Kathiri et Qu'aiti, totalement inédite dans l'histoire de cette région, provoquée essentiellement par les efforts de deux hommes : Sayyid Abu Bakr al-Kaf et Harold Ingrams, le responsable politique anglais en Hadramaout. Sayyid Abu Bakr utilise sa fortune personnelle pour financer cette paix, connue sous le nom de Ingrams Peace. De là naît une certaine stabilité, permettant l'introduction de mesures administratives, éducatives et de développement.

## L'époque contemporaine, depuis 1967
En novembre 1967, les Britanniques se retirent du Sud-Yémen, face à des émeutes de masse et à une insurrection de plus en plus meurtrière. Leurs ennemis jurés, le Front de libération nationale, dominé par les marxistes radicaux, s'emparent du pouvoir, et Tarim, avec le reste du Yémen du Sud, passe sous domination communiste. Le protectorat d'Aden devient un État indépendant communiste, la république démocratique populaire du Yémen (RPDY). La religion est sauvagement réprimée, les savants islamiques sont enlevés et tués. Les femmes se dévoilent. L'alcool est vendu dans les rues. L'Hadramaout, bien que partie de la RPDY communiste, continue à vivre dans une grande mesure sur les fonds venus de l'émigration. 
En 1990, Sud et Nord du Yémen sont réunifiés.

## La culture de l'Hadramaout
L'Hadramaout est considéré comme la partie la plus religieuse du Yémen. Le mélange des traditions tribales et islamiques y détermine la vie sociale. 
Outre les établissements urbains, l'Hadramaout est encore tribalisé, même si les obligations tribales ne sont plus aussi puissantes qu'autrefois. On y retrouve plusieurs tribus influente tel que la famille Al-Aajili. Les Hadhramis vivent dans des villes denses, centrées sur les stations d'arrosage traditionnel, le long des oueds.
L'agriculture Hadhramie consiste en  la culture de blé et de millet, mais également celle de palmiers-dattiers et de noix de coco, avec un peu de café. Sur les plateaux, les Bédouins élèvent moutons et chèvres.
L'aristocratie Sayyid, descendant du prophète d'Allah (Dieu strictement unique) Mahomet, traditionnellement éduquée dans le strict respect de l'islam, sont très respectés dans les affaires religieuses et laïques. Le zaïdisme est limité aux montagnes, dont les tribus dominantes sont les Hashid et les Bakil. Le reste du Yémen adhère principalement à l'école chaféite de la jurisprudence islamique. Les zaïdites sont chiites, et les chaféistes sont sunnites, mais les différences des pratiques religieuses sont généralement mineures, et chacun peut prier librement dans la mosquée de l'autre tendance, si sa propre mosquée n'est pas adaptée.
Presque toutes les tribus yéménites sont d'origine Himyari. Les exceptions sont essentiellement des Kindis, originaires d'une invasion du nord au VIe siècle. Les Kindis sont crédités de la destruction finale de Shabwa, mais ils se sont ensuite liés, par les mariages, avec les Himyaris. Les Kindis ont plutôt les cheveux coupés court, et donc non bouclés, et une taille supérieure. Les tribus Kindi comprennent les Seiar, les Al Doghar du Wadi Hajar, les Ja'ada du Wadi Amd, et une partie des Deyyin du plateau sud de Amd.
Les Mashaikh sont assez différents : ils n'organisent ni ne subissent de raids. Ils portent un autre type de jambiya, à usage plus domestique que guerrier. Les Al Buraik sont la majeure partie de la population de la région de Shabwa. Certains ne sont pas encore sédentarisés et nomadisent en pâturages avec les Kurab. D'autres Mashaikh sont disséminés dans les collines et les vallées, principalement les Al Amoodi de Boudha, dont de nombreux commerçants à travers le Moyen-Orient.
La plupart des tribus et des Mashaikh sont des agriculteurs, presque tous ceux des montagnes et du plateau. Plus à l'est et au nord, cependant, il y a moins de pluie et les gens sont plus nomades. Les Manahil sont presque entièrement nomades, sauf ceux qui ont adopté la vie moderne. Les Hamum et les Mahra sont pour la plupart nomades. Dans les marges du Rub al-Khali, les gens continuent à paître où ils peuvent, même si un nombre surprenant de Seiar et de Awamr sont des agriculteurs installés sur le plateau mal arrosé du nord de l'Hadramaout.

## Architectures
La diversité architecturale de Tarim est à considérer à travers les interactions culturelles des différentes régions et des différentes époques, comme un dialogue interculturel de la région, du Yémen, et des diasporas.
Tarim est célèbre pour ses 365 mosquées Masajid. La plus ancienne, la mosquée Sirjis, remonte au VIIe siècle. Du XVIIe au XIXe siècle, ces mosquées ont joué un rôle décisif sur l'influence de l'érudition islamique dans la région. La célèbre mosquée al-Muhdar est dominée par un minaret de boue de 46 mètres de haut, le plus élevé du Yémen,  conçu par les poètes locaux Abou Bakr bin Shihab et Alawi al Mash'hūr. Achevée en 1914, elle est nommée en l'honneur d'Omar Al-Muhdar, un dirigeant musulman de la ville au XVe siècle. 
Tarim s'honore d'abriter aussi la grande bibliothèque al-Kaf, attachée à la mosquée Al-Jame'a, et contenant plus de 5000 manuscrits d'auteurs et d'éditeurs de la région, concernant la religion, les pensées des prophètes, la loi islamique, le soufisme, la médecine, l'astronomie, l'agriculture, des biographies, l'Histoire, les mathématiques, la philosophie, la logique, dont les huit volumes de Abu Muhammad al-Hasan al-Hamdani al-Iklil. Beaucoup remontent à des centaines d'années, certains contiennent souvent des illustrations aux couleurs encore vives. Entre 300 et 400 manuscrits sont supposés être uniques dans le monde islamique. Certains documents proviennent aussi du Maroc, du Khorassan, et d'autres régions musulmanes. En 1996, on estime le nombre annuel de visiteurs à la bibliothèque Al-Kaf à plus de 4780 personnes. On ne dispose pas de liste fiable de la quantité de documents détruits dans l'histoire des invasions et des conflits.
Tarim est célèbre également pour ses innombrables palais, une trentaine de demeures construites entre 1870 et 1930, par les familles de marchands de l'Hadramaout enrichies par le commerce et les investissements à l'étranger, dont la plus influente, la famille Al-Kaf. Leur ouverture sur le monde, et particulièrement l'Occident, les a fait contribuer à des projets de travaux publics de modernisation. Leurs palais restent comme témoignage de leur richesse et de l'identité complexe de l'élite de la période coloniale.
Les palais, financés par la famille al-Kaf et d'autres familles, ont été exécutés dans les styles rencontrés dans l'Inde britannique et l'Asie du Sud : Moghols, art colonial britannique, Art Nouveau, Art Déco, rococo, néo-classique, et Modern Style, comme nulle part ailleurs au Yémen. Ces styles architecturaux et décoratifs étrangers ont été incorporés dans le style architectural de Tarim, avec les techniques traditionnelles de construction Hadhrami, en briques de boue crue, avec enduits à la chaux.
Le Qasr al-'Ishshah, de 'Umar bin Cheikh al-Kaf, est l'une des demeures al-Kaf les plus originales à Tarim. Shaikh Al-Kaf l'a fait construire avec les bénéfices des échanges et des investissements réalisés au Grand Hôtel de l'Europe de Singapour dans les années 1930. Qasr al-'Ishshah est une suite de plusieurs bâtiments construits sur une période de quarante ans. Le premier bâtiment, Dawil Salaam, remonte aux années 1890, et a dû grandir au rythme de la famille d'Omar.
Qasr al-'Ishshah montre certains des plus beaux exemples de décoration d'enduit à la chaux (malas) de Tarim, inspirés par l'architecture royale moghole, ainsi que d'autres formes coloniales du Proche-Orient et d'Asie du Sud. La décoration intérieure en stuc varie de salle en salle, notamment en Art Nouveau, style rococo, néo-classique et diverses combinaisons des trois. L'ornementation intègre souvent des pilastres le long des murs, des meubles sculptés intégrés, des chapiteaux élaborés de colonnes, des plafonds décorés, des niches et des supports de lampes au kérosène, et des couleurs complexes.
De 1970 à 1991, le Qasr al-'Ishshah a été exproprié par la RPDY, et transformé en logements multifamiliaux. La maison a été récemment rendue à la famille Al-Kaf. En 1997, la Société historique pour la préservation du Tarim a loué la moitié de la maison afin de présenter le bâtiment au public comme une maison-musée, la seule de son genre dans l'Hadramaout.

## Source
- (en) Cet article est partiellement ou en totalité issu de l’article de Wikipédia en anglais intitulé « Tarim, Yemen » (voir la liste des auteurs).